# Suzanne Amblard
Suzanne Amblard (Ville-d'Avray, 9 september 1896 – 17 mei 1980, Parijs) is een tennisspeelster uit Frankrijk.
Suzanne Amblard was de tweelingzus van tennisspeelster Blanche Amblard. In 1913 en 1914 wonnen ze samen het dubbelspeltoernooi van Roland Garros. In 1914 stonden ze ook in de finale van de World Hard Court Championships (internationaal gravelkampioenschap in Parijs).